# Шляпин, Николай Алексеевич (инженер)
Николай Алексеевич Шляпин (1921 — ?) — советский инженер, специалист в области машиностроения, лауреат Ленинской премии.
Окончил Московский автомеханический техникум (1945) и 3-й курс Московского автомеханического института (1956).
С 1946 инженер, главный инженер проекта НИИ технологии автомобильной промышленности (НИИТАП).
Ленинская премия 1966 года — за создание нового процесса и комплекса оборудования для изготовления крупномодульных зубчатых колёс.